# Quintus Aelius Paetus
Pour les articles homonymes, voir Aelius Paetus.
Quintus Aelius Paetus est un homme politique romain du IIe siècle av. J.-C.
Fils de Publius Aelius Paetus, consul en 201 av. J.-C., il devient à son tour consul en 167 av. J.-C.